# 오휘영
오휘영은 대한민국 조경가이자 한양대학교 명예교수이다. 한양대학교 건축과를 졸업하고 한국인으로서는 처음으로 미국 일리노이주립대 대학원에서 조경학 석사를 취득하였다. 국가의 부름으로 1972년 미국에서 건너와 조경 불모지였던 한국에 ‘조경’이라는 용어와 전문분야를 처음 소개하였다.